# Balacra herona
Balacra herona är en fjärilsart som beskrevs av Druce 1887. Balacra herona ingår i släktet Balacra och familjen björnspinnare. Inga underarter finns listade i Catalogue of Life.